# 東郷豊治
東郷 豊治（とうごう とよはる、1905年4月28日 - 1969年3月17日）は、日本の心理学者、良寛研究家。

## 来歴
福井県敦賀市生まれ。1930年京都帝国大学文学部心理学科卒。1945年新潟県高田師範学校教授、1955年大阪外国語大学教授。
伝記『良寛』で1957年度読売文学賞受賞。堀口大學、鈴木虎雄と協力し良寛全集編さん・研究を行った。

## 著書
- 『性格の見わけ方』 東京創元社、1956
- 『良寛』 創元選書、1957
- 『新修 良寛』 東京創元社、1970、新版1992ほか

編纂
- 『良寛全集』上・下、東京創元社、1957、のち新版
- 『良寛詩集』東京創元社、1962、のち新版
- 『良寛歌集』東京創元社、1963、のち新版

## 参考
- 『新修良寛』著者紹介